# Gerardo Ahumada Pacheco
Gerardo Ahumada Pacheco (Rengo, 30 de diciembre de 1913-Santiago, 20 de agosto de 2009) fue un abogado y político del Partido Socialista de Chile. Senador por la 5.ª Agrupación Provincial de O'Higgins y Colchagua para el período legislativo 1953-1961.

## Reseña biográfica

### Familia y juventud
Hijo de José Miguel Segundo Ahumada Moya y de María Fidelisa Pacheco Molina. Hermano del exsenador Hermes Ahumada Pacheco.
Contrajo matrimonio con Gabriela Theoduloz Theoduloz, el 28 de septiembre de 1947 y tuvieron seis hijos.

### Estudios y vida laboral
Realizó sus estudios en el Liceo de Rengo y en el de San Fernando. Posteriormente ingresó a la Escuela de Derecho de la Universidad de Chile y juró como abogado el 4 de diciembre de 1940. Su tesis se tituló "El arbitrio judicial ante el derecho penal", publicada en 1938.

### Trayectoria política y pública
Miembro del Partido Socialista desde 1940. Por divergencias con su partido, se presentó como candidato a senador independiente.
Fue regidor por la comuna de Rengo.

### Parlamentario en el hemiciclo
Electo senador por la Quinta Agrupación Provincial de O’Higgins y Colchagua para el período legislativo 1953 - 1961. Integró la Comisión Permanente de Minería y Fomento Industrial, y la Comisión de Agricultura y Colonización.
Fue senador reemplazante en la Comisión Permanente de Trabajo y Previsión Social.